# ديك باير
ديك باير (بالإنجليزية: Dick Beyer)‏ هو مصارع محترف أمريكي، ولد في 11 يوليو 1930 في بوفالو في الولايات المتحدة، وتوفي في 7 مارس 2019 في أكرون في الولايات المتحدة.

## وصلات خارجية
- ديك باير على موقع WrestlingData.com (الإنجليزية)
- ديك باير على موقع CageMatch worker (الإنجليزية)
- ديك باير على موقع قاعدة بيانات المصارعة على الإنترنت (الإنجليزية)
- ديك باير على موقع عالم المصارعة على الإنترنت (الإنجليزية)
- ديك باير على موقع عالم المصارعة على الإنترنت (الإنجليزية)
- ديك باير على موقع IMDb (الإنجليزية)